# Výpočet data Velikonoc
Velikonoce nemají pevně dané datum, ale jsou to tzv. pohyblivé svátky – datum se mění v závislosti na datu prvního úplňku po jarní rovnodennosti. Výpočet data Velikonoc je postup, kterým lze datum velikonoční neděle a tím i dalších souvisejících svátků určit vypočtením fází Měsíce pro daný rok. V různých církvích se metodika a výsledné datum může lišit.
Od data Velikonoc je odvozeno stanovení data dalších pohyblivých svátků – Nanebevstoupení Páně, Letnic, svátku Nejsvětější Trojice a Slavnosti Těla a Krve Páně.

## Historie
Datum křesťanských Velikonoc vychází z data židovského svátku Pesach, který Ježíš slavil s apoštoly při Poslední večeři večer před svým zatčením a ukřižováním. Tradiční židovský kalendář je lunisolární a rok začíná jarním měsícem nisan. Pesach se slaví 14. dne měsíce nisan, kdy je Měsíc 14 dní starý a tedy v úplňku. Církve založené sv. apoštolem Janem se držely obyčeje konat Paschu v termínu jarního úplňku, bez ohledu na to, na který den v týdnu připadá. Tito křesťané byli označováni jako kvartodecimáni, „čtrnáctníci“.
Brzy vypukly mezi křesťany o datum slavení Velikonoc vážné spory, shodovali se však na souvislosti data s jarním úplňkem. Část křesťanů přenesla svátek na neděli, den Kristova zmrtvýchvstání, a aby jej odloučila od židovského pesachu. Datum jarního úplňku ale zůstalo závislé na židovském kalendáři, samostatně je začali křesťané vypočítávat ve 3. století, ale odlišně v hlavních centrech křesťanství, v Alexandrii a Římě.
Jednotné slavení Velikonoc se ustanovilo až na synodě v Arles roku 314 a na Prvním nikajském koncilu roku 325, kde bylo rozhodnuto, že výpočet bude provádět biskup alexandrijský a datum vyhlašovat biskup římský. Koncil však nestanovil metodu výpočtu a neshody mezi alexandrijským a římským datem pak přetrvávaly i nadále. Teprve v 6. století zcela převládl způsob alexandrijský.

## Datum Velikonoční neděle 2001–2038
| Datum Velikonoční neděle 2001—2038 | Datum Velikonoční neděle 2001—2038 | Datum Velikonoční neděle 2001—2038 |
| rok                                | západokřesťanské                   | pravoslavné                        |
| ---------------------------------- | ---------------------------------- | ---------------------------------- |
| 2001                               | 15. dubna                          | 15. dubna                          |
| 2002                               | 31. března                         | 5. května                          |
| 2003                               | 20. dubna                          | 27. dubna                          |
| 2004                               | 11. dubna                          | 11. dubna                          |
| 2005                               | 27. března                         | 1. května                          |
| 2006                               | 16. dubna                          | 23. dubna                          |
| 2007                               | 8. dubna                           | 8. dubna                           |
| 2008                               | 23. března                         | 27. dubna                          |
| 2009                               | 12. dubna                          | 19. dubna                          |
| 2010                               | 4. dubna                           | 4. dubna                           |
| 2011                               | 24. dubna                          | 24. dubna                          |
| 2012                               | 8. dubna                           | 15. dubna                          |
| 2013                               | 31. března                         | 5. května                          |
| 2014                               | 20. dubna                          | 20. dubna                          |
| 2015                               | 5. dubna                           | 12. dubna                          |
| 2016                               | 27. března                         | 1. května                          |
| 2017                               | 16. dubna                          | 16. dubna                          |
| 2018                               | 1. dubna                           | 8. dubna                           |
| 2019                               | 21. dubna                          | 28. dubna                          |
| 2020                               | 12. dubna                          | 19. dubna                          |
| 2021                               | 4. dubna                           | 2. května                          |
| 2022                               | 17. dubna                          | 24. dubna                          |
| 2023                               | 9. dubna                           | 16. dubna                          |
| 2024                               | 31. března                         | 5. května                          |
| 2025                               | 20. dubna                          | 20. dubna                          |
| 2026                               | 5. dubna                           | 12. dubna                          |
| 2027                               | 28. března                         | 2. května                          |
| 2028                               | 16. dubna                          | 16. dubna                          |
| 2029                               | 1. dubna                           | 8. dubna                           |
| 2030                               | 21. dubna                          | 28. dubna                          |
| 2031                               | 13. dubna                          | 13. dubna                          |
| 2032                               | 28. března                         | 2. května                          |
| 2033                               | 17. dubna                          | 24. dubna                          |
| 2034                               | 9. dubna                           | 9. dubna                           |
| 2035                               | 25. března                         | 29. dubna                          |
| 2036                               | 13. dubna                          | 20. dubna                          |
| 2037                               | 5. dubna                           | 5. dubna                           |
| 2038                               | 25. dubna                          | 25. dubna                          |

## Tradiční postup výpočtu

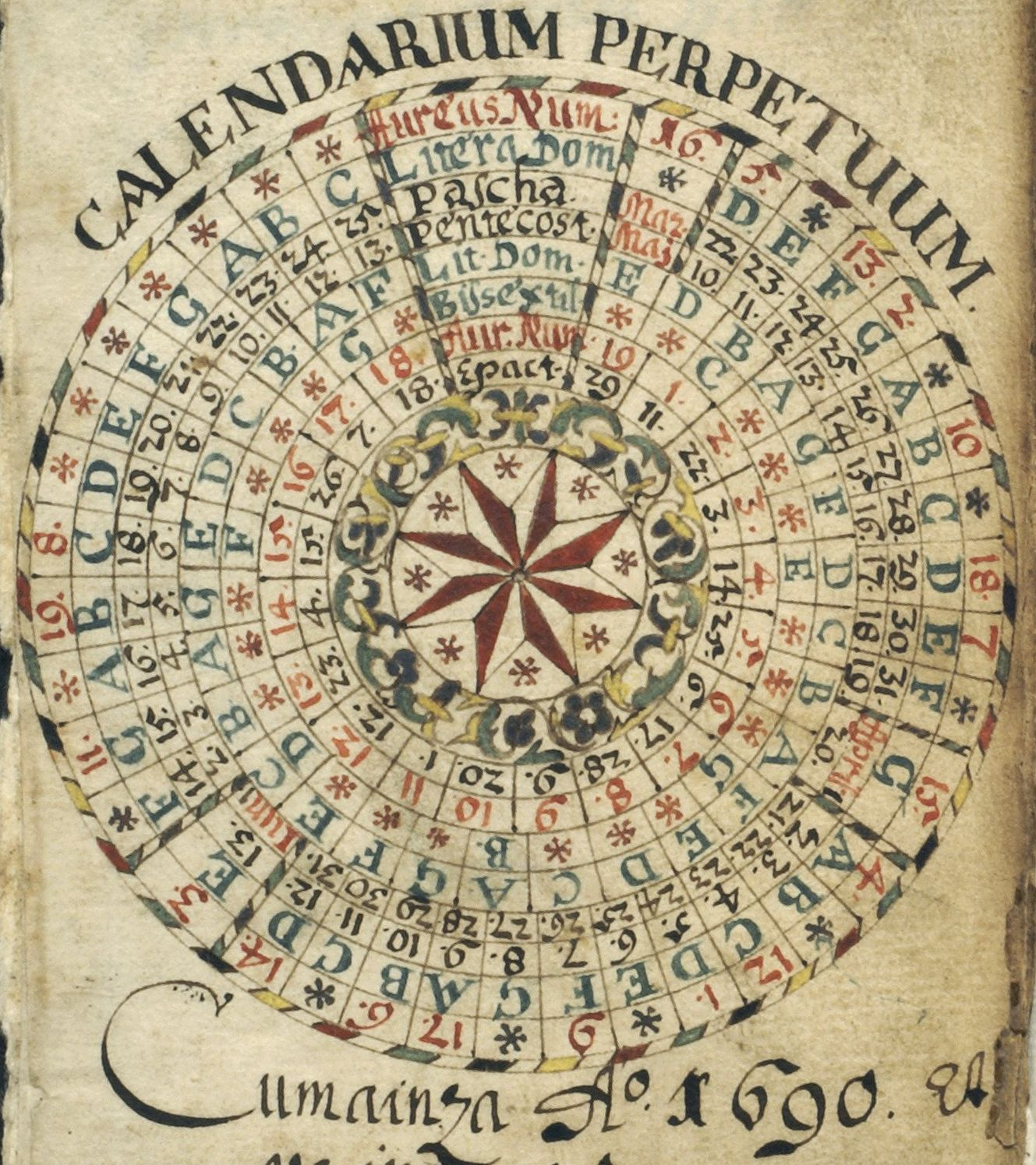
K určování data Velikonoc se používaly tzv. věčné kalendáře

V křesťanských církvích se Velikonoce (Pascha) slaví první neděli po 14. nisanu, tj. po prvním jarním úplňku (tedy prvním úplňku po 21. březnu). K výpočtu data Velikonoc pro daný rok je proto potřeba znát stáří Měsíce (epakta) pro 21. březen daného roku a data, na kdy připadají neděle. Ke zjištění fáze Měsíce se využíval Metonův devatenáctiletý cyklus, tedy doba, po které dojde k souběhu délek siderických měsíců (měsíčních fází) a slunečních roků. Každých 19 let se tak k danému datu Měsíc nachází (téměř) ve stejné fázi. Pro zjištění neděle je potřeba vypočítat, jakým dnem v týdnu začínal daný rok a existuje tedy sedm možností (jako dní v týdnu), kvůli přestupným rokům je však délka cyklu 28 let – tzv. sluneční kruh. Každému roku se dle tohoto výpočtu přiřazovalo tzv. nedělní písmeno. Na základě těchto výpočtů se sestavovaly tabulky, které mohly sloužit i dalším účelům.
K výpočtu Velikonoc je tedy potřeba zjistit dle Metonova cyklu, kolik dní po 21. březnu nastane úplněk (0–28) a kolikátý den poté připadne na neděli (1–7). Velikonoční neděle tedy může připadnout na 1. až 35. den po 21. březnu. Každému roku tak lze přiřadit jedno z 35 dat Velikonoc. Z výpočtů pak lze sestavit 35 tabulek možného data Velikonoc a těmto datům přiřadit příslušné roky, kdy se Velikonoce slaví ve stejné dny.
Datum Velikonoc se tedy může lišit mezi jednotlivými roky až o více než jeden měsíc (od 22. března do 25. dubna). Jarní rovnodennost je stanovena „úředně“ na 21. březen podle gregoriánského kalendáře bez ohledu na astronomickou skutečnost (která se může až o dva dny lišit). V některých protestantských zemích (například Německu, Švédsku a Dánsku) se ale Velikonoce slavily po několik desetiletí 18. a 19. století podle astronomické skutečnosti.
Pravoslavné Velikonoce, označované jako Pascha, jsou proti katolickým většinou opožděny (zpravidla o týden, ale nezřídka i více), protože pravoslavná církev pro jejich výpočet používá starší juliánský kalendář. Navíc zachovává ustanovení Prvního nikajského koncilu (tj. prvního všeobecného sněmu), který přísně stanovuje, že křesťanská Pascha nesmí být před židovským svátkem Pesach nebo spolu s ním. Toto pravidlo se ve sněmovních aktech nedochovalo, ale je dosvědčeno 1. kánonem Antiošské synody; o tomtéž hovoří už 7. pravidlo apoštolské. Římskokatolické Velikonoce byly např. v roce 2005 před židovským Pesachem. 

Některé pravoslavné země a církve, které se označují jako novokalendářníci, přijaly postupně pro občanský život gregoriánský kalendář a zároveň začaly slavit sanktorál, tedy dny spjaté s pevným datem podle gregoriánského kalendáře, např. Vánoce, společně s křesťany západními s tím, že velikonoční okruh ponechávají podle juliánského kalendáře, tedy záhy po židovském 14. nisanu, tedy úplňku v prvním jarním měsíci.

## Algoritmus k výpočtu data

Pravděpodobnostní rozložení data, na které připadají západní Velikonoce. Nejčastějším datem je 19. duben, nejméně častým pak 22. březen. (Data za 5 700 000 gregoriánských let)

Následující algoritmus publikoval roku 1800 německý matematik Carl Friedrich Gauss. Je odvozen z pravidelných měsíčních, týdenních a ročních cyklů (neboť Velikonoce jsou v neděli a závisí na prvním úplňku po 21. březnu).
1. {\displaystyle a=ROK{\bmod {1}}9}[p. 4]
2. {\displaystyle b=ROK{\bmod {4}}}[p. 5]
3. {\displaystyle c=ROK{\bmod {7}}}[p. 6]
4. {\displaystyle d=(19a+m){\bmod {3}}0}
5. {\displaystyle e=(n+2b+4c+6d){\bmod {7}}}
6. velikonoční neděle je {\displaystyle d+e} dní po 22. březnu

### Juliánský kalendář
Pravoslavné církve stále užívají při výpočtu velikonoc juliánský kalendář, a to i tehdy, když jinak už používají gregoriánský. V tomto případě se konstanty m a n v čase nemění a platí:
- {\displaystyle m=15}
- {\displaystyle n=6}

Den Velikonoční neděle v juliánském kalendáři je pak roven {\displaystyle 22+d+e}. Výsledkem je tedy březnové datum, pokud je výsledek vyšší než 31, je nutné od něj 31 odečíst. Pro dubnové datum tak platí {\displaystyle d+e-9}.

### Gregoriánský kalendář
V případě gregoriánského kalendáře se konstanty {\displaystyle m} a {\displaystyle n} vlivem vypouštění přestupných dní v průběhu staletí mění, platí tak:
| roky      | m  | n |
| --------- | -- | - |
| 1583–1599 | 22 | 2 |
| 1600–1699 | 22 | 2 |
| 1700–1799 | 23 | 3 |
| 1800–1899 | 23 | 4 |
| 1900–1999 | 24 | 5 |
| 2000–2099 | 24 | 5 |
| 2100–2199 | 24 | 6 |
| 2200–2299 | 25 | 0 |

Obdobně jako v juliánském kalendáři je tedy den velikonoční neděle roven {\displaystyle 22+d+e} v březnu, respektive {\displaystyle d+e-9} v dubnu. Platí zde však dvě výjimky:
- Pokud {\displaystyle d=29} a {\displaystyle e=6} (např. roky 1609, 1981 a 2076), pak by podle tohoto algoritmu připadala velikonoční neděle na 26. dubna, ve skutečnosti je ale o týden dříve, tedy již 19. dubna.
- Pokud {\displaystyle d=28}, {\displaystyle e=6} a {\displaystyle a>10} (např. roky 1954 a 2049), pak velikonoční neděle opět připadá o týden dříve než udává výsledek algoritmu, tedy na 18. dubna namísto 25. dubna.

### Příklad výpočtu
Postup výpočtu je možné demonstrovat např. na roce 2022.
- {\displaystyle a=2022{\bmod {1}}9=8}
- {\displaystyle b=2022{\bmod {4}}=2}
- {\displaystyle c=2022{\bmod {7}}=6}

Pro gregoriánský kalendář platí v 21. století konstanty {\displaystyle m=24} a {\displaystyle n=5} a tedy:
- {\displaystyle d=(19\cdot 8+24){\bmod {3}}0=26}
- {\displaystyle e=(5+2\cdot 2+4\cdot 6+6\cdot 26){\bmod {7}}=0}
- Jelikož {\displaystyle 22+26+0>31}, je měsíc velikonoční neděle duben a den {\displaystyle 26+0-9=17}
- Katolická velikonoční neděle tak připadla na 17. dubna 2022

Pro juliánský kalendář platí:
- {\displaystyle d=(19\cdot 8+15){\bmod {3}}0=17}
- {\displaystyle e=(6+2\cdot 2+4\cdot 6+6\cdot 17){\bmod {7}}=3}
- Jelikož {\displaystyle 22+17+3>31}, je měsíc velikonoční neděle duben a den {\displaystyle 17+3-9=11}
- Pravoslavná velikonoční neděle tak připadla na 11. dubnajul./ 24. dubna 2022greg.